# Yaimena
Yaimena es el nombre de una variedad cultivar de manzano (Malus domestica) Está cultivada en la colección del Banco de Germoplasma del manzano de la Universidad Pública de Navarra con el N.º BGM019, ejemplares procedentes de esquejes localizados en Maya localidad del valle de Baztán, en la Merindad de Pamplona Navarra.

## Sinónimos
- "Manzana Yaimena",[7][8]
- "Yaimena Sagarra".[9][10]

## Características
El manzano de la variedad 'Yaimena' tiene un vigor medio. El árbol tiene tamaño medio y porte erecto, con tendencia a ramificar media, con hábitos de fructificación en ramos cortos y largos; ramos con pubescencia débil; presencia de lenticelas muy escasas; grosor de los ramos medio; longitud de los entrenudos media.
Las flores son de un tamaño medio; con la disposición de los pétalos libres; color de la flor cerrada rosa claro, y el color de la flor abierta 
blanco rosado; Época de floración tardía, con una duración de la floración media. Incompatibilidad de alelos S1 S? S?.
Las hojas tienen una longitud del limbo de tamaño medio, con color verde oscuro, pubescencia presente, con la superficie poco brillante. Forma del limbo es lanceolado, forma del ápice apicular, forma de los dientes serrados, y la forma de la base del limbo redondeado. Plegamiento del limbo plegado, con porte erguido; estípulas foliáceas; longitud del pecíolo medio.
La variedad de manzana 'Yaimena' tiene un fruto de tamaño --, de forma --; con color de fondo --, con sobre color de importancia --, y una sensibilidad al "russeting" (pardeamiento áspero superficial que presentan algunas variedades) --; con una elevación del pedúnculo --, grosor de pedúnculo --, longitud del pedúnculo --, anchura de la cavidad peduncular --, profundidad cavidad pedúncular --, importancia del "russeting" en cavidad peduncular --; anchura de la cavidad calicina --, profundidad de la cavidad calicina  --, importancia del "russeting" en cavidad calicina --; apertura de los lóbulos carpelares parcialmente --; apertura del ojo --; color de la carne --; acidez --, azúcar --, y firmeza de la carne --.
Época de maduración y recolección media. Se usa como manzana de elaboración de sidra.

## Susceptibilidades
- Oidio: ataque débil
- Moteado: ataque débil
- Fuego bacteriano: ataque medio
- Carpocapsa: ataque fuerte
- Pulgón verde: ataque débil
- Araña roja: ataque medio[4][13]